# Клодниця (Люблінське воєводство)
Клодниця (пол. Kłodnica) — село в Польщі, у гміні Вількув Опольського повіту Люблінського воєводства.
Населення — 197 осіб (2011).

## Демографія
Демографічна структура станом на 31 березня 2011 року:
|          | Загалом | Допрацездатний вік | Працездатний вік | Постпрацездатний вік |
| -------- | ------- | ------------------ | ---------------- | -------------------- |
| Чоловіки | 103     | 23                 | 72               | 8                    |
| Жінки    | 94      | 10                 | 53               | 31                   |
| Разом    | 197     | 33                 | 125              | 39                   |